# 4021 Dancey
A 4021 Dancey (ideiglenes jelöléssel 1981 QD2) a Naprendszer kisbolygóövében található aszteroida. Edward L. G. Bowell fedezte fel 1981. augusztus 30-án.